# Aqua Fontis Aureae
El Aqua Fontis Aureae es uno de los tres acueductos que, junto al Aqua Vetus y al Aqua Nova Domitiana Augusta, en época romana, suministraban agua a la ciudad de Corduba (actual Córdoba, España). En la actualidad las infraestructuras se conservan de forma parcial.

## Historia
Entre los siglos II y III la urbanización de una zona residencial a poniente de la zona amurallada, donde previsiblemente se encontraría, entre otras construcciones, el palacio de Maximiano Hercúleo (cuyos restos se conservan en el yacimiento arqueológico de Cercadilla), hizo necesaria la construcción de un tercer acueducto para su abastecimiento, cuyo nombre original se desconoce por falta de testimonios epigráficos. No obstante, algunos textos árabes de los siglos VIII y X se refieren a él como Fontis Aureae Acueductus o acueducto que abastecía a la fuente dorada.

## Características
Poco se conoce acerca de esta conducción y de la zona donde captaba sus aguas, ya que sólo se ha investigado un tramo de unos 100 m descubierto durante la construcción de la estación de autobuses. Se trata de un canal similar al Aqua Nova Domitiana en sus dimensiones y técnica de construcción, fabricado con opus caementicium impermeabilizado interiormente con una capa de estuco. Sus paredes miden unos 40 cm de espesor y la sección del canal es de 90x45 cm. Según parece al principio discurría superficialmente, pero más tarde fue cubierto con losas rectangulares. Por sus dimensiones se calcula que el caudal suministrado oscilaría entre los 10.000 y los 20.000 m³ al día.
En relación con este acueducto hay que destacar dos aspectos:
1. La magnífica conservación del castellum divisorium o cabeza de sifón donde las aguas pasaban a ser conducidas a presión mediante dos tuberías de plomo de gran calibre, para su distribución mediante ramificaciones posteriores a los distintos consumidores. Este castellum divisorium, construido con sillares y recubierto de plomo interiormente, tenía una capacidad aproximada de 2,5 m³ y recibía por un lado el agua del acueducto mientras que en el lado opuesto tenía dos orificios cuadrados de 16 cm de lado en los que encajaban unos cálices de bronce, uno de los cuales se ha recuperado, a los que se conectaban las tuberías de plomo. El descubrimiento de esta serie de elementos ha permitido ampliar conocimientos sobre el funcionamiento de los acueductos romanos.
2. El buen estado de conservación y el mantenimiento de su funcionalidad a pesar de su antigüedad, ya que la investigación arqueológica ha permitido constatar que se mantuvo en funcionamiento abasteciendo de agua a las fuentes públicas de los arrabales de la Qurtuba islámica hasta mediados del siglo X, siendo restaurado por el califa Alhakén II en 967, modificando su trazado para abastecer a las salas de abluciones de la mezquita aljama. Posteriormente, tras la conquista cristiana de 1236 el canal fue restaurado y modificado de nuevo para abastecer de agua a las propiedades del cabildo catedralicio en el barrio de la Judería y a los surtidores de la Mezquita-Catedral, conociéndose entonces con el nombre de Aguas de la Fábrica de la Catedral.

Actualmente sigue cumpliendo con su función, proporcionando agua a los estanques de la calle Cairuán y a las albercas del Alcázar de los Reyes Cristianos.